# Дмитрін Олександр Григорович
Олександр Григорович Дмитрін (нар. 28 серпня 1914, місто Киштим, тепер Челябінської області, Російська Федерація — 24 лютого 2001, місто Москва, Російська Федерація) — радянський державний діяч, 1-й секретар Комі обласного комітету КПРС. Депутат Верховної ради СРСР 5—6-го скликань. Член Центральної Ревізійної Комісії КПРС у 1961—1966 роках.

## Життєпис
Народився в родині робітника-машиніста. Батько загинув на фронті Першої світової війни.
У 1928—1931 роках — учень школи фабрично-заводського навчання при ливарно-механічному заводі міста Киштима.
У 1931—1933 роках — слюсар, майстер механічних майстерень, бригадир монтажної бригади, в 1933—1936 роках — начальник ковальсько-механічного цеху графіто-корундового комбінату міста Киштима.
Одночасно заочно навчався в Челябінському інституті підвищення кваліфікації господарників.
У 1936—1938 роках — служба в мотострілецькій дивізії особливого призначення НКВС у місті Москві. Обирався секретарем бюро комсомолу полку.
Член ВКП(б) з 1938 року.
У 1938—1940 роках — технік, помічник головного механіка механічного заводу міста Киштима.
У 1940—1941 роках — завідувач військового відділу Киштимського районного комітету ВКП(б) Челябінської області.
У 1941—1944 роках — інструктор, заступник завідувача військового відділу Челябінського обласного комітету ВКП(б).
У 1944—1946 роках — заступник голови виконавчого комітету Челябінської обласної ради депутатів трудящих.
З 1946 року — 2-й секретар Міньярського районного комітету ВКП(б) Челябінської області.
У 1948 році закінчив дворічну Челябінську обласну партійну школу.
У 1948—1951 роках — 1-й секретар Варненського районного комітету ВКП(б) Челябінської області.
У 1951—1952 роках — секретар Челябінського обласного комітету ВКП(б).
У 1952—1953 роках — відповідальний контролер Комітету партійного контролю при ЦК ВКП(б).
У 1953—1954 роках — інструктор відділу партійних, профспілкових і комсомольських органів ЦК ВКП(б).
У 1954—1956 роках — інструктор відділу партійних органів ЦК КПРС по РРФСР.
У 1956—1957 роках — інспектор ЦК КПРС.
23 березня 1957 — 29 жовтня 1965 року — 1-й секретар Комі обласного комітету КПРС.
У жовтні 1965—1980 роках — заступник міністра лісової, целюлозно-паперової і деревообробної промисловості СРСР.
У 1980—1986 роках — директор філії інституту підвищення кваліфікації Міністерства лісової і деревообробної промисловості СРСР у місті Пушкіно Ленінградської області.
З 1986 року — персональний пенсіонер республіканського значення в Москві.
Помер 24 лютого 2001 року в Москві. Похований на Троєкуровському цвинтарі Москви.

## Нагороди
- орден Леніна
- орден Трудового Червоного Прапора
- два ордени «Знак Пошани»
- медаль «За трудову доблесть»
- медалі